# Трістан та Ізольда

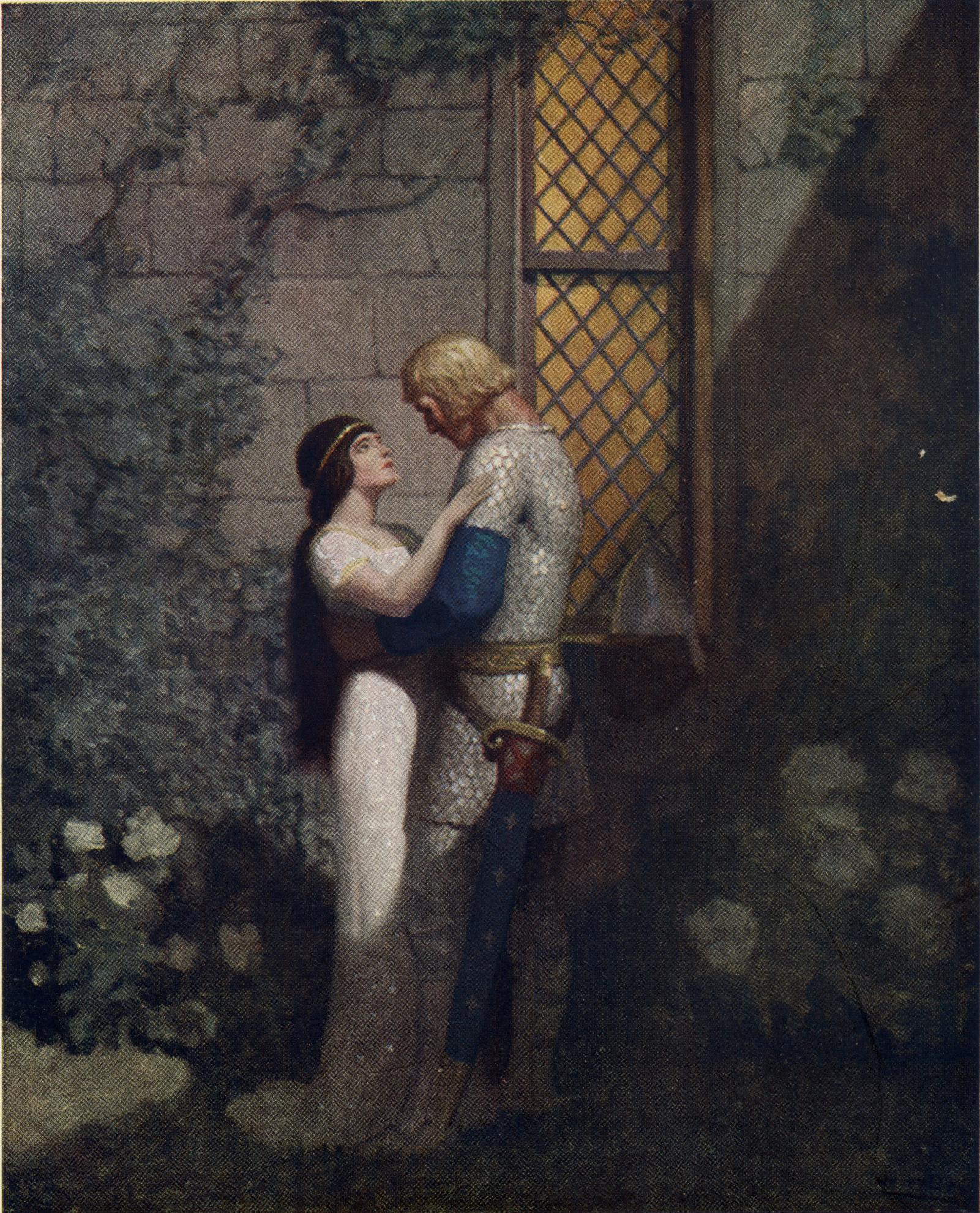
Трістан та Ізольда. Художник Ньюелл Конверс Ваєт

Тріста́н та Ізо́льда (Tristan & Isolde або Tristan & Yseult) — західноєвропейський лицарський епос, створений у VII столітті. Ранні варіанти твору визначають як легенду, пізні — як лицарський роман. Паралелі до мотивів роману ми знаходимо в переказах давньосхідних, античних, кавказьких та ін. Але в поезію феодальної Європи сказання це прийшло в кельтському оформленні, з кельтськими іменами, з характерними побутовими рисами.

## Історія
В основі епосу «Трістан та Ізольда» лежить кельтська легенда про піктського принца Дростана, закоханого в Ессілт, дружину короля Марка. Останній є реальною історичною особою. Король Марк правив Корнуельсом у VI столітті, а руїни його замку Тінтажель (згаданого в епосі) існують й понині. Отже, як усний переказ легенда з'явилась у VI столітті, а як епічний твір остаточно оформилась у VII-му. Вона відразу завоювала популярність, мотиви цього твору виявлені в деяких ірландських сагах і валлійському епосі. В свою чергу, «Трістан та Ізольда» зазнав впливу давньогрецької міфології. Вважають, що ці запозичення були притаманні вже раннім версіям легенди, оскільки кельти перебували під римським володарюванням і були знайомі з деякими сторонами середземноморської культури.
До XII століття «Трістан та Ізольда» залишався поширеним усним переказом, добре знаним в Англії та Франції. Його знавцями, виконавцями, оповідачами виступали англо-норманські жонглери (мандрівні співаки). Однак у XII столітті твір зазнав і перших суттєвих змін. По-перше, він був зафіксований письмово, по-друге, зазнав стилістичних змін, набувши рис куртуазного лицарського роману. Близько 1140 року його переклали у французький роман («прототип»), що до нас не дійшов, але послужив джерелом для всіх (чи майже всіх) подальших літературних обробок. (Така думка Жозефа Бедьє, але цю точку зору сьогодні взято під сумнів. Багато вчених схиляються до думки, що зовсім не обов'язково повинен був існувати «прототип» Бедьє). Якщо існування роману загадкового Брера або Бледріка вельми сумнівне, то, мабуть, книга Ла Шевро (або Ла Шьєвра) — це не спритна містифікація, і вже навряд чи можна заперечувати твердження Кретьєна де Труа, в пролозі «Кліжеса», що він написав роман «про короля Марка і біляву Ізольду».
З усіх версій легенди, створених у 1170—1190-х роках відомі наступні:
- Втрачена проміжна ланка, що породила:
  - Французький роман Беруля (близько 1180);
  - Німецький роман Ейльгарта фон Оберге (близько 1190);
- Французький роман Томаса (близько 1170), що породив:
  - Німецький роман Готфріда Страсбурзького (початку XIII століття);
  - Невелику англійську поему «Сер Трістрам» (кінця XIII століття);
  - Скандинавську сагу про Трістана авторства ченця Роберта[1] (1126);
  - Епізодичну французьку поему «Безумство Трістана», відому у двох варіантах (близько 1170);
  - Французький прозовий роман про Трістана (бл. 1230) і т. д.

У свою чергу від перерахованих французьких і німецьких редакцій походять пізніші редакції — італійські, іспанські, чеські, аж до білоруської повісті «Про Трищане і Іжоте».
Хоча від книги Беруля збереглися фрагменти більших розмірів, ніж від роману Томаса (відповідно 4485 і 3144 рядки), увагу дослідників привертає насамперед творіння нормандця. По-перше, роман Томаса відзначений більшою літературною обробкою, ніж книга Беруля, часом чарівного у своїй наївності, але часто заплутаного в протиріччях вихідного сюжету. По-друге, завдяки своїм літературним перевагам, роман Томаса викликав цілий потік наслідувань і переказів, що дозволяють заповнити втрачені частини. Серед них особливо визначні фрагментарний переказ «Трістан-юродивий» (1170-ті роки), який зберігається в Берні й Оксфорді, та ле (поетична новела) «Жимолость», створене поетесою Марією Французькою.
Томас Мелорі: «Смерть Артура» (фр. Le Morte d'Arthur) 1485 включає в себе Книгу про Трістама (The Fyrst and the Secunde Boke of Syr Trystrams de Lyones). Джерело — прозаїчний «Роман про Трістана». Мелорі остаточно знімає трагізм легенди, відкидає скорботний фінал — Трістрам і Ізольда залишаються живі і здорові.
Таке різноманіття інтерпретацій сюжету перетворило легенду про Трістана й Ізольду на великий і непослідовний твір, в якому через надзвичайну розгалуженість сюжету часто були помітні неузгодженості деталей. Наприкінці XIX століття французький лінгвіст Жозеф Бедьє зібрав усі відомі на той час версії роману і відтворив за ними ймовірний «прототип» XII століття. В його редакції остаточний варіант легенди набув завершеної і компактної форми, критики відзначали також вишукану літературну мову Бедьє, яка чудово передавала автентичну атмосферу і стиль давньої кельтської легенди. Саме ця версія твору в XX—XXI століттях поширилась під назвою «Рома́н про Тріста́на й Ізо́льду» (1900).

## Сюжет

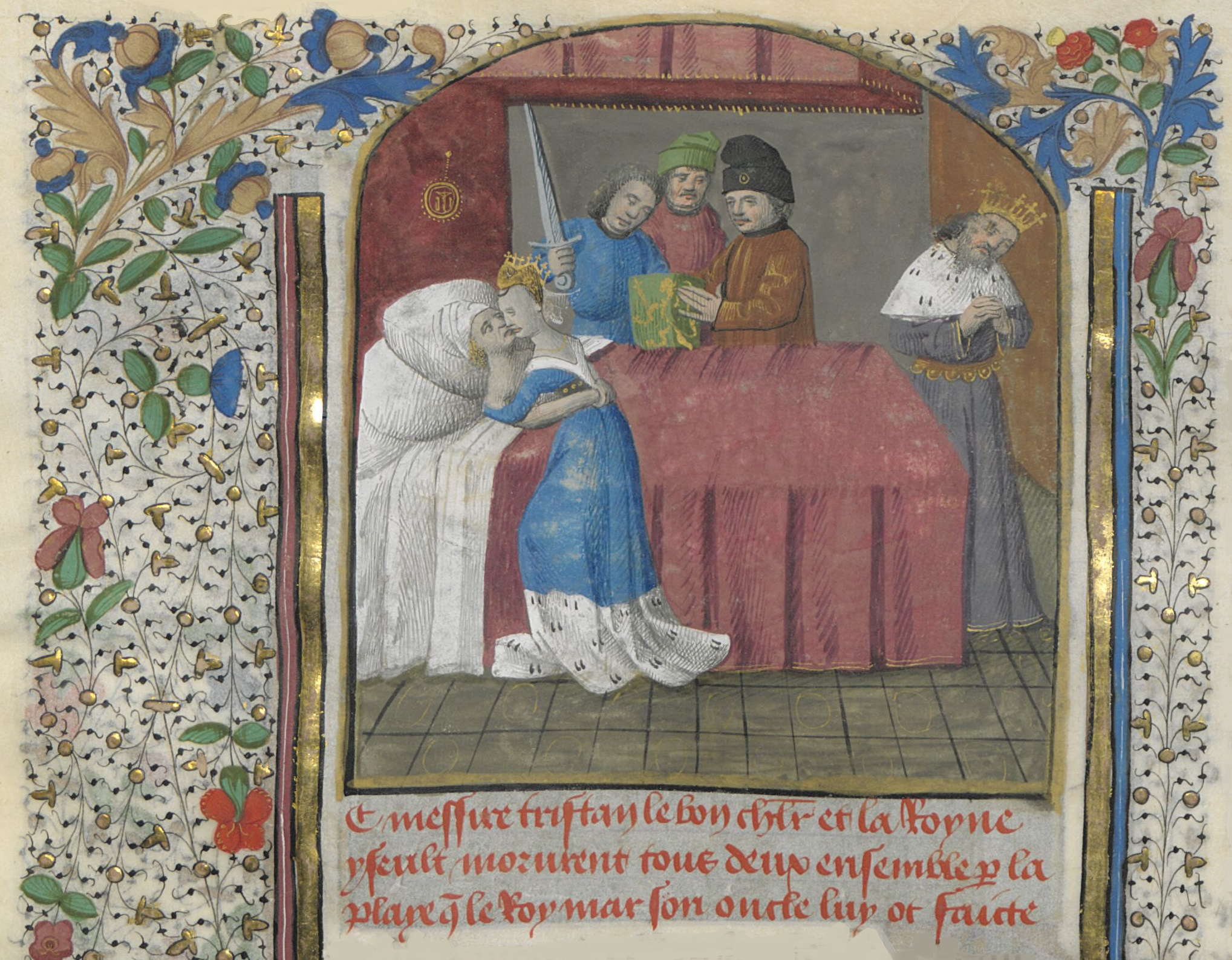
Смерть Трістана та Ізольди

Трістан, королевич Лоонуа, рано осиротів і, ховаючись від підступів мачухи, потрапив у Тінтажель — до двору свого дядька, корнуельського короля Марка. Той, не маючи власних дітей, дбайливо виховав його і мав намір зробити своїм наступником. Чотири барони при дворі короля, Андре, Генелон, Гондоїн і Деноален зневажають його прихильність до Трістана. Юний Трістан надає своїй новій батьківщині велику послугу, убивши в поєдинку ірландського велетня Морхульта, що стягував із Корнуельса данину рабами. Сам тяжко поранений отруєною зброєю Морхульта, Трістан сідає в човен і пливе навмання в пошуках зцілення, яке він отримує в Ірландії від білявої принцеси Ізольди, майстерної в лікуванні.
Васали короля Марка примушують того одружитися для отримання законного спадкоємця. Трістан добровільно шукає дядькові наречену й привозить Ізольду. Але в дорозі він помилково випиває з нею приворотне зілля, яке їй дала мати для забезпечення міцної любові між нею та чоловіком. На кораблі між Трістаном і Ізольдою виникає гріховна близькість.
Перед весіллям Трістан переживає і звертається за порадою до свого вихователя Гувернала. Той каже, що в першу ніч слід погасити всі свічки і підкласти до короля Бранжьєну, служницю Ізольди. Так вони і роблять. Король так і не здогадався про підміну. Трістан та Ізольда пов'язані любов'ю настільки ж сильною, як життя і смерть. Між ними відбувається низка таємних побачень, але нарешті вони викриті і засуджені. Вони втікають і довго поневіряються в лісі. Потім Марк прощає їх і повертає Ізольду до двору, але велить Трістанові піти. Багато разів від покарання і смерті їх рятують вірні Гувернал і Бранжьєна.
Трістан їде до Бретані, де здійснює там низку подвигів. У короля Бретані є сини Каердін, Рівален і дочка Ізольда Білорука. Одного разу уві сні Трістан вимовляє вголос визнання своєї любові до Ізольди. Каердін ж упевнений, що Трістан говорить про його сестру, Ізольду Білоруку. Він розповідає про це своєму батькові, і той із радістю віддає Трістанові свою дочку, Трістан же не сміє відмовитися. Був улаштований весільний бенкет — проте, вірний своєму почуттю до першої Ізольди, Трістан не зближується з дружиною.
Одного дня Трістан поранений отруєною зброєю і просить Каердіна вирушити до білявої Ізольди з благанням приїхати і поговорити останній раз у житті з коханим. Вони домовилися, що якщо Каердіну вдасться привезти Ізольду, на його кораблі буде виставлене біле вітрило, в іншому випадку — чорне.
Ревнива дружина Трістана, довідавшись про це, в останній момент говорить Трістану, який умирає, що показався корабель із чорним вітрилом. Трістан повертається до стінки і вимовляє: «Я більше не можу стримувати своє життя», — тричі вигукує: «Ізольда, дорога!» — і вмирає. Ізольда сходить на берег, лягає поруч із тілом Трістана і вмирає від туги за коханим. Їх ховають у сусідніх могилах по обидві сторони абсиди храму в Тінтажелі, і терен, зелений та міцний, із запашними квітами, за ніч перекидається через каплицю і потрапляє на могилу Ізольди. Тричі рубають терен, і тричі він виростає. Згодом король Марк дізнається про це диво і забороняє його зрізати. Король Марк хотів залишити при собі Гувернала з Бранжьєною, але вони не захотіли. Гувернал стає королем Лоонуа, спадкоємцем якого був Трістан, а Бранжьєна — його дружиною й королевою.

## Аналіз твору

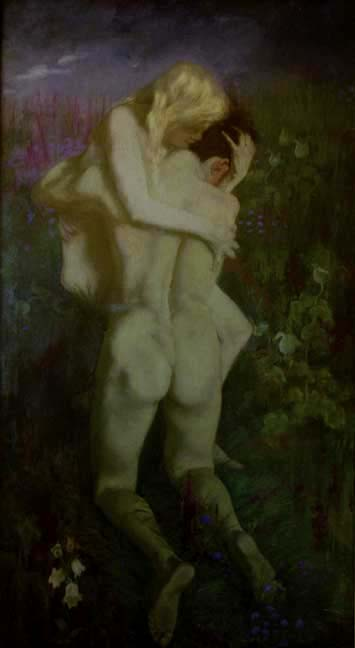
Ганна Костенобль,Трістан та Ізольда, 1900

Автор «прототипу» надзвичайно розвинув сюжетно кельтське оповідання, приєднавши до нього низку додаткових рис, взятих ним з різноманітних джерел — з двох кельтських переказів (плавання Трістана за зціленням), з місцевих чи східних сказань новелістичного типу (хитрості закоханих). Він переніс дію в сучасну йому обстановку, включивши в нього лицарські звичаї, поняття та установи і в основному раціоналізовані казкові і магічні елементи. Крім Того, заключна сцена роману містить дві алюзії на міфічних персонажів Давньої Греції: остання зустріч Трістана й Ізольди, під час якої героя впізнав лише вірний пес, копіює сцену повернення Одіссея, а сцена із оманливою звісткою, яку Трістану сповістили чорні вітрила корабля, нагадує загибель міфічного царя Егея.
Але головним його нововведенням є оригінальна концепція взаємин між трьома основними персонажами. Трістан весь час мучиться свідомістю порушення ним троякого боргу по відношенню до Марка — його прийомного батька, благодійника і сюзерена (ідея васальної вірності). Це почуття посилюється великодушністю Марка, який не шукає помсти й готовий був би поступитися йому Ізольдою, але захищає свої права тільки в ім'я феодального поняття престижу короля і честі чоловіка.
Цей конфлікт між особистим, вільним почуттями люблячих і суспільно-моральними нормами епохи, що пронизує весь твір, відображає глибокі суперечності в лицарському суспільстві й його світогляді. Зображуючи любов Трістана та Ізольди з гарячим співчуттям і малюючи в різко негативних тонах усіх, хто хоче перешкодити їхньому щастю, автор не наважується відкрито протестувати проти панівних понять і установ та «виправдовує» любов своїх героїв фатальною дією напою. Тим не менш, об'єктивно роман його виявляється глибокою критикою старозавітних феодальних норм і понять.
Це соціальний зміст «прототипу» у формі художньо розробленої трагічної концепції перейшов у більшій чи меншій мірі в усі наступні обробки сюжету і забезпечив йому виняткову популярність аж до епохи Відродження. У пізніший час він також багато разів розроблявся поетами в ліричній, оповідній і драматичній формі, особливо в XIX столітті. Найбільшими обробками його тут є — опера Вагнера «Трістан та Ізольда» (1864; за Готфрідом Страсбурзьким) і композиції Жозефа Бедьє «Роман про Трістана та Ізольду» (1898; в основному відтворює зміст і загальний характер «прототипу»).

## Цікаві факти
- У 1982 році на честь цих персонажів Міжнародний Астрономічний Союз присвоїв кратерам на супутнику Сатурна Мімасі найменування Трістан і Ізольда.
- Німецька power-metal-група «Grave Digger» розповідає історію Трістана й Ізольди в альбомі «Excalibur» 1999 року.
- На честь Ізольди названий астероїд 211 Ізольда, відкритий 10 грудня 1879 року.